# Antonín Basch
Antonín Basch (5. června 1896 Německý Brod – 18. března 1971 Washington, D.C.) byl český národohospodář.

## Život
Vystudoval práva na Právnickou fakultu Univerzity Karlovy a hospodářství a politické vědy na univerzitách ve Vídni a Berlíně. V letech 1919–1920 pracoval jako úředník na Ministerstvu obchodu, průmyslu a živností, poté do roku 1922 působil na velvyslanectví v Berlíně. V roce 1923 získal titul docenta a vyučoval národní hospodářství na Právnické fakultě UK. Téhož roku se stal tajemníkem Ústředny obchodních a živnostenských komor. O tři roky později působil jako ředitel studijního oddělení Národní banky Československé. Spoluzakládal ekonomickou revue Hospodářská politika. V roce 1934 se stal generálním ředitelem tehdy největšího československého chemického podniku, Spolku pro chemickou a hutní výrobu, pod jeho vedením firma patřila mezi největší středoevropské chemické koncerny. Basch zasedal v řadě správních rad dalších československých chemických společností a stal se místopředsedou Sdružení československého chemického průmyslu. V roce 1939 emigroval, během druhé světové války působil jako profesor na univerzitě v Chicagu. Pracoval jako ekonomický expert československé exilové vlády v Londýně. Po válce se stal poradcem Organizace spojených národů pro průmyslový rozvoj, spolupracoval rovněž se Světovou bankou. Nadále se věnoval i výuce na vysokých školách.